# Lindenberg (Kasendorf)
Lindenberg ist ein Gemeindeteil des Marktes Kasendorf im Landkreis Kulmbach (Oberfranken, Bayern). Lindenberg liegt in der Gemarkung Kasendorf.

## Geografie
Der Weiler liegt am nordöstlichen Rand der Fränkischen Schweiz unterhalb einer Hochebene, die unmittelbar südwestlich des Dorfes mit einer 200 Höhenmeter tiefen Abbruchkante in das Talbett des Mains hinabfällt. Die Nachbarorte von Lindenberg sind Lopp im Norden, Dörnhof und Peesten im Nordosten, Krumme Fohre im Osten, Heubsch und Kasendorf im Südosten, Reuth im Süden und Zultenberg im Westen. Der Weiler ist von dem zweieinhalb Kilometer entfernten Kasendorf aus über eine Gemeindeverbindungsstraße erreichbar.

## Geschichte
Seit der Gemeindegründung ist Lindenberg ein Gemeindeteil des Marktes Kasendorf, der bis zur Gebietsreform in Bayern zum Altlandkreis Kulmbach gehörte. Vor den infolge der Gebietsreform erfolgten Eingemeindungen hatte der Markt Kasendorf 1961 insgesamt 792 Einwohner, davon 30 in Lindenberg.

## Baudenkmäler
Baudenkmäler sind ein Wohnhaus, ein Wohnstallhaus und der Burgstall des Schlosses aus dem 18. Jahrhundert.

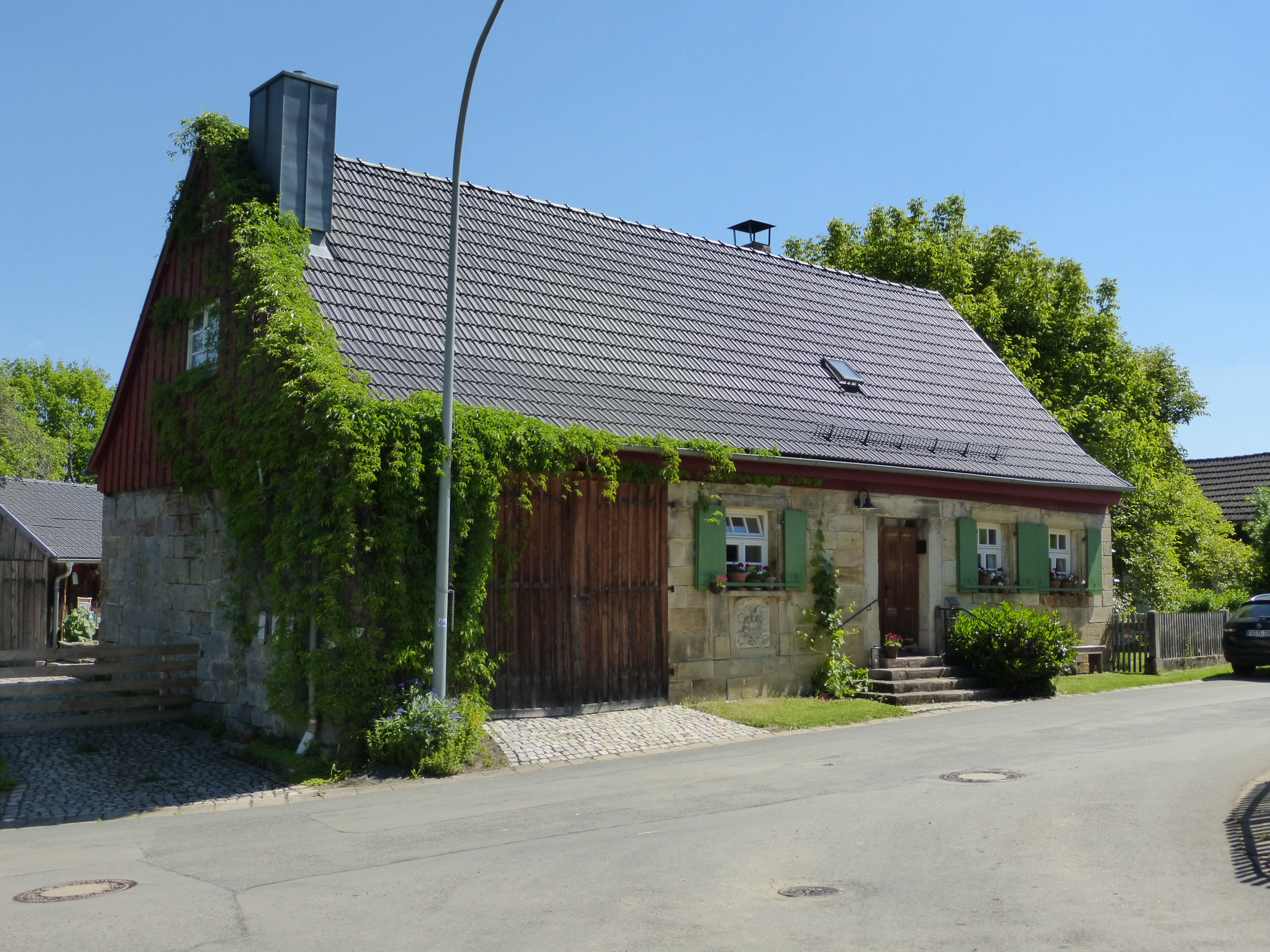
Das Wohnstallhaus „Lindenberg 5“
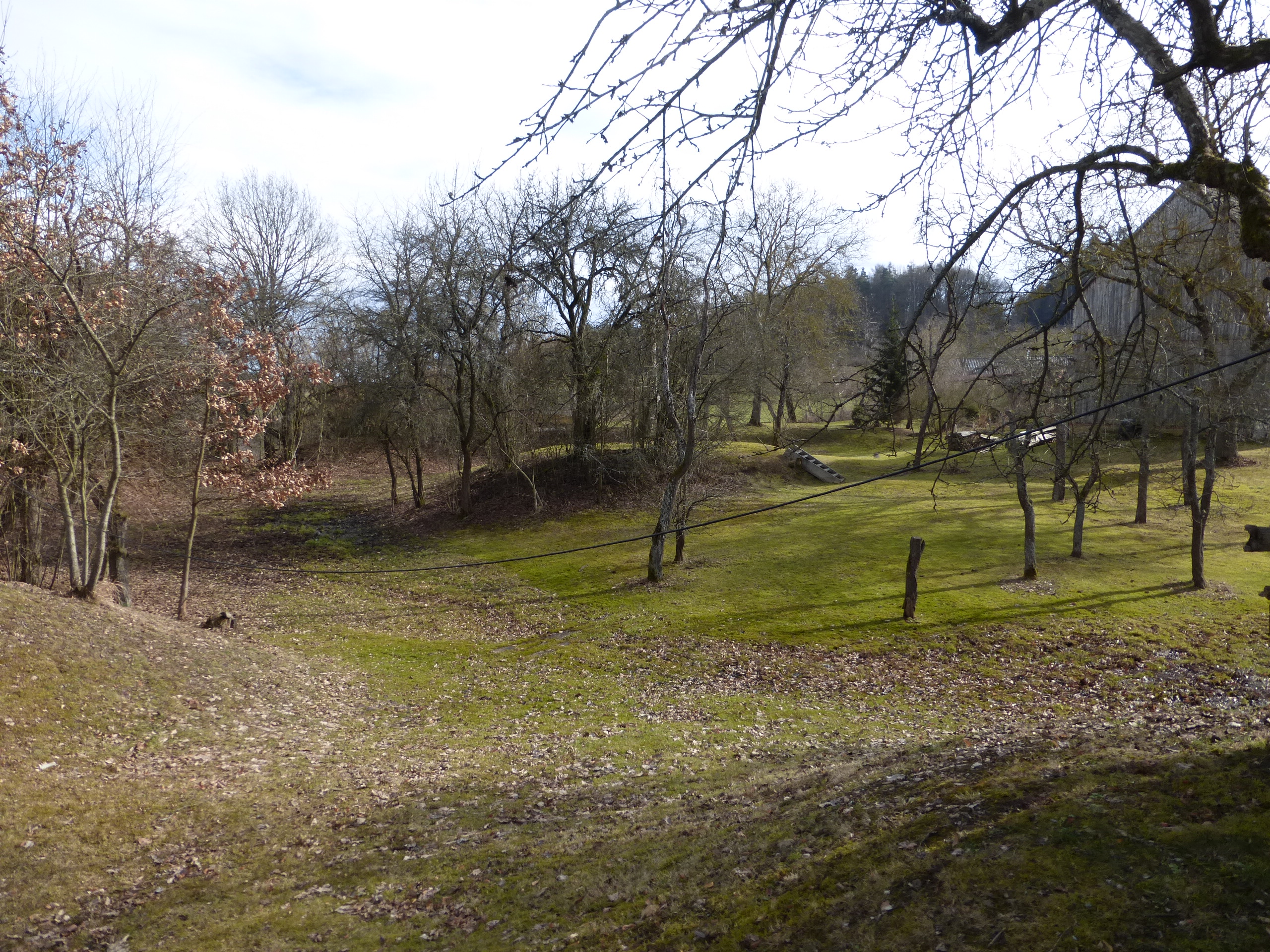
Der Burgstall des Schlosses aus dem 18. Jh.